# Liste der Kulturdenkmale in Damp
In der Liste der Kulturdenkmale in Damp sind alle Kulturdenkmale der schleswig-holsteinischen Gemeinde Damp (Kreis Rendsburg-Eckernförde) und ihrer Ortsteile aufgelistet (Stand: 14. April 2025).
Die Bodendenkmale sind in der Liste der Bodendenkmale in Damp aufgeführt.

## Legende
In den Spalten befinden sich folgende Informationen:
- Objekt-ID: die Nummer des Kulturdenkmales
- Lage: die Adresse des Kulturdenkmales und die geographischen Koordinaten. Kartenansicht, um Koordinaten zu setzen. In der Kartenansicht sind Kulturdenkmale ohne Koordinaten mit einem roten Marker dargestellt und können in der Karte gesetzt werden. Kulturdenkmale ohne Bild sind mit einem blauen Marker gekennzeichnet, Kulturdenkmale mit Bild mit einem grünen Marker.
- Offizielle Bezeichnung: Bezeichnung des Kulturdenkmales
- Beschreibung: die Beschreibung des Kulturdenkmales
- Bild: ein Bild des Kulturdenkmales

## Sachgesamtheiten
| Objekt-ID      | Lage                                                                                              | Offizielle Bezeichnung  | Beschreibung | Bild                             |
| -------------- | ------------------------------------------------------------------------------------------------- | ----------------------- | --- | -------------------------------- |
| 23018 Wikidata | St. Johannes Stift 13–15, 16–18, 20, 22, 24, 26, St. Johannes Stift (54° 34′ 28″ N, 9° 58′ 13″ O) | St.-Johannes-Armenstift | Aktualisierung vorgesehen - Begründung: geschichtlich, künstlerisch, städtebaulich, Kulturlandschaft prägend - Schutzumfang: Stiftskapelle mit Glockenturm (St. Johannes Stift), nördlicher Wohnflügel (St. Johannes Stift 26), südlicher Wohnflügel (St. Johannes Stift 24), Fachwerkkaten (St. Johannes Stift 16-18, 20, 22), Kate westlich der Kapelle (St. Johannes Stift 13-15) | weitere Fotos \| Fotos hochladen |

## Bauliche Anlagen
| Objekt-ID     | Lage                                             | Offizielle Bezeichnung | Beschreibung | Bild                             |
| ------------- | ------------------------------------------------ | ---------------------- | --- | -------------------------------- |
| 824 Wikidata  | Gut Damp (54° 34′ 35″ N, 9° 59′ 4″ O)            | Herrenhaus             | Alteintragung (Aktualisierung vorgesehen) - Begründung: Alteintragung (Aktualisierung vorgesehen) - Schutzumfang: Alteintragung (Aktualisierung vorgesehen) - Denkmaltyp: Bauliche Anlage                                        | weitere Fotos \| Fotos hochladen |
| 829 Wikidata  | Gut Damp (54° 34′ 40″ N, 9° 59′ 3″ O)            | Torhaus                | Alteintragung (Aktualisierung vorgesehen) - Begründung: Alteintragung (Aktualisierung vorgesehen) - Schutzumfang: Alteintragung (Aktualisierung vorgesehen) - Denkmaltyp: Bauliche Anlage                                        | weitere Fotos \| Fotos hochladen |
| 2726 Wikidata | Gut Damp (54° 34′ 36″ N, 9° 59′ 5″ O)            | Verwalterhaus          | Alteintragung (Aktualisierung vorgesehen) - Begründung: Alteintragung (Aktualisierung vorgesehen) - Schutzumfang: Alteintragung (Aktualisierung vorgesehen) - Denkmaltyp: Bauliche Anlage                                        | Fotos hochladen                  |
| 2727 Wikidata | Gut Damp (54° 34′ 38″ N, 9° 59′ 1″ O)            | Gerstenscheune         | Alteintragung (Aktualisierung vorgesehen) - Begründung: Alteintragung (Aktualisierung vorgesehen) - Schutzumfang: Alteintragung (Aktualisierung vorgesehen) - Denkmaltyp: Bauliche Anlage                                        | Fotos hochladen                  |
| 828 Wikidata  | Gut Damp (54° 34′ 39″ N, 9° 59′ 6″ O)            | Neues Kuhhaus          | Alteintragung (Aktualisierung vorgesehen) - Begründung: Alteintragung (Aktualisierung vorgesehen) - Schutzumfang: Alteintragung (Aktualisierung vorgesehen) - Denkmaltyp: Bauliche Anlage                                        | weitere Fotos \| Fotos hochladen |
| 825 Wikidata  | Gut Damp (54° 34′ 36″ N, 9° 59′ 3″ O)            | Kutschstall            | Alteintragung (Aktualisierung vorgesehen) - Begründung: Alteintragung (Aktualisierung vorgesehen) - Schutzumfang: Alteintragung (Aktualisierung vorgesehen) - Denkmaltyp: Bauliche Anlage                                        | BW                               |
| 2728 Wikidata | Gut Damp (54° 34′ 39″ N, 9° 59′ 0″ O)            | Roggenscheune          | Alteintragung (Aktualisierung vorgesehen) - Begründung: Alteintragung (Aktualisierung vorgesehen) - Schutzumfang: Alteintragung (Aktualisierung vorgesehen) - Denkmaltyp: Bauliche Anlage                                        | BW                               |
| 827 Wikidata  | Gut Damp (54° 34′ 41″ N, 9° 59′ 3″ O)            | 3 Brücken              | Alteintragung (Aktualisierung vorgesehen) - Begründung: geschichtlich, städtebaulich - Schutzumfang: Alteintragung (Aktualisierung vorgesehen) - Denkmaltyp: Bauliche Anlage                                                     | BW                               |
| 889 Wikidata  | Hof Dorotheental (54° 34′ 40″ N, 10° 0′ 34″ O)   | Gutshaus               | Alteintragung (Aktualisierung vorgesehen) - Begründung: Alteintragung (Aktualisierung vorgesehen) - Schutzumfang: Alteintragung (Aktualisierung vorgesehen) - Denkmaltyp: Bauliche Anlage                                        | Fotos hochladen                  |
| 31437         | Revkuhl 1 (54° 34′ 59″ N, 9° 59′ 38″ O)          | Kate                   | Landarbeiterkate; 18. Jh.; eingeschossiger Fachwerkbau in Wandständerbauweise mit reetgedecktem Vollwalmdach - Begründung: geschichtlich, Kulturlandschaft prägend - Schutzumfang: gesamtes Objekt - Denkmaltyp: Bauliche Anlage | Fotos hochladen                  |
| 31436         | Revkuhl 2 (54° 34′ 58″ N, 9° 59′ 39″ O)          | Kate                   | Kate; Ende 18. Jh.; eingeschossiger, giebelständiger Fachwerkbau in Wandständerbauweise mit reetgedecktem Vollwalmdach - Begründung: geschichtlich, Kulturlandschaft prägend - Schutzumfang: Kate - Denkmaltyp: Bauliche Anlage  | BW                               |
| 904 Wikidata  | St.-Johannes-Stift (54° 34′ 29″ N, 9° 58′ 14″ O) | Stiftskapelle          | Alteintragung (Aktualisierung vorgesehen) - Begründung: geschichtlich, künstlerisch, städtebaulich - Schutzumfang: Stiftskapelle, Glockenturm - Denkmaltyp: Bauliche Anlage, Sachgesamtheit: St.-Johannes-Armenstift             | weitere Fotos \| Fotos hochladen |

## Quelle
- Liste der Kulturdenkmale in Schleswig-Holstein – Kreis Rendsburg-Eckernförde